# BP Большой Медведицы
BP Большой Медведицы (лат. BP Ursae Majoris) — двойная затменная переменная звезда типа Алголя (EA) в созвездии Большой Медведицы на расстоянии приблизительно 2297 световых лет (около 704 парсеков) от Солнца. Видимая звёздная величина звезды — от +16,2m до +15,5m. Орбитальный период — около 1,3812 суток.